# The Ritz-Carlton Hotel Company
The Ritz-Carlton Hotel Company, LLC, The Ritz-Carlton – amerykańska sieć hotelowa należąca do Marriott International. Sieć pod obecną nazwą została założona w 1983, kiedy poprzedni właściciele sprzedali jej nazwę oraz pierwszy hotel w Bostonie, w stanie Massachusetts. Do sieci należy 113 hoteli z łącznie 30 031 pokojami (31 grudnia 2021).

## Historia
Historia The Ritz-Carlton rozpoczyna się wraz ze szwajcarskim hotelarzem Césarem Ritz, który w branży hotelarskiej znany był jako „król hotelarzy oraz hotelarz dla króli”. Zdefiniował on na nowo pojęcie luksusowego noclegu w Europie, między innymi poprzez zarządzanie hotelami Ritz w Paryżu oraz Carlton Hotel w Londynie. Ritz wraz z szefem kuchni jego hoteli Auguste Escoffier otworzyli à la carte restauracje "Ritz-Carlton" na pokładach transatlantyków SS Amerika w 1905 oraz SS Imperator w 1913. Wraz z wybuchem I wojny światowej, obie przestały działać. W 1912 powstaje The Ritz-Carlton w Montrealu, w Kanadzie. W 1918 umiera Ritz. Kolejne hotele otwiera już jego żona Marie Ritz. Na początku lat 20. XX w. do sieci należy 15 hoteli.
W Stanach Zjednoczonych nazwę sieci oraz jej franczyzę kupił Albert Keller, właściciel The Ritz-Carlton Investing Company. W 1911 otwiera on pierwszy Ritz-Carlton hotel w USA, w Nowym Jorku. Kuchnię w tym hotelu prowadził Louis Diat, który stworzył zupę vichyssoise. Keller otwiera w 1921 kolejny The Ritz-Carlton w Atlantic City, w stanie New Jersey. 19 maja 1927 otworzono 18-piętrowy The Ritz-Carlton w Bostonie, w stanie Massachusetts.
W 1995 49% udziałów w The Ritz-Carlton Hotel Company kupuje sieć Marriott International. Trzy lata później ta sama sieć dokupuje kolejne 50% udziałów.
W 2000 otwarto pierwszy hotel sieci w Europie w Wolfsburgu, w Niemczech.
1 lipca 2007 powstaje pierwszy Ritz-Carlton w Rosji, w Moskwie.
17 lipca 2009 o 7:47 w Dżakarcie, w Indonezji dokonano zamachu bombowego, w wyniku którego zniszczone zostało pierwsze piętro hotelu The Ritz-Carlton Jakarta, Mega Kuningan.
29 marca 2011 powstaje w Hongkongu, w Chinach, w budynku International Commerce Centre od  102 do 118 piętra hotel The Ritz-Carlton, który tym samym do 2019 był najwyższym hotelem na świecie. Obecnie jest drugim co do wysokości hotelem świata (15 kwietnia 2020).
Od 2020 sieć oferuje luksusowe rejsy The Ritz-Carlton Yacht Collection na jednym z trzech jachtów, które trwają od siedmiu do dziesięciu dni. Jacht może pomieścić 298 pasażerów w 149 apartamentach, każdy z własnym tarasem. Jachty te są również udostępnione do prywatnego czarteru.

## Logo

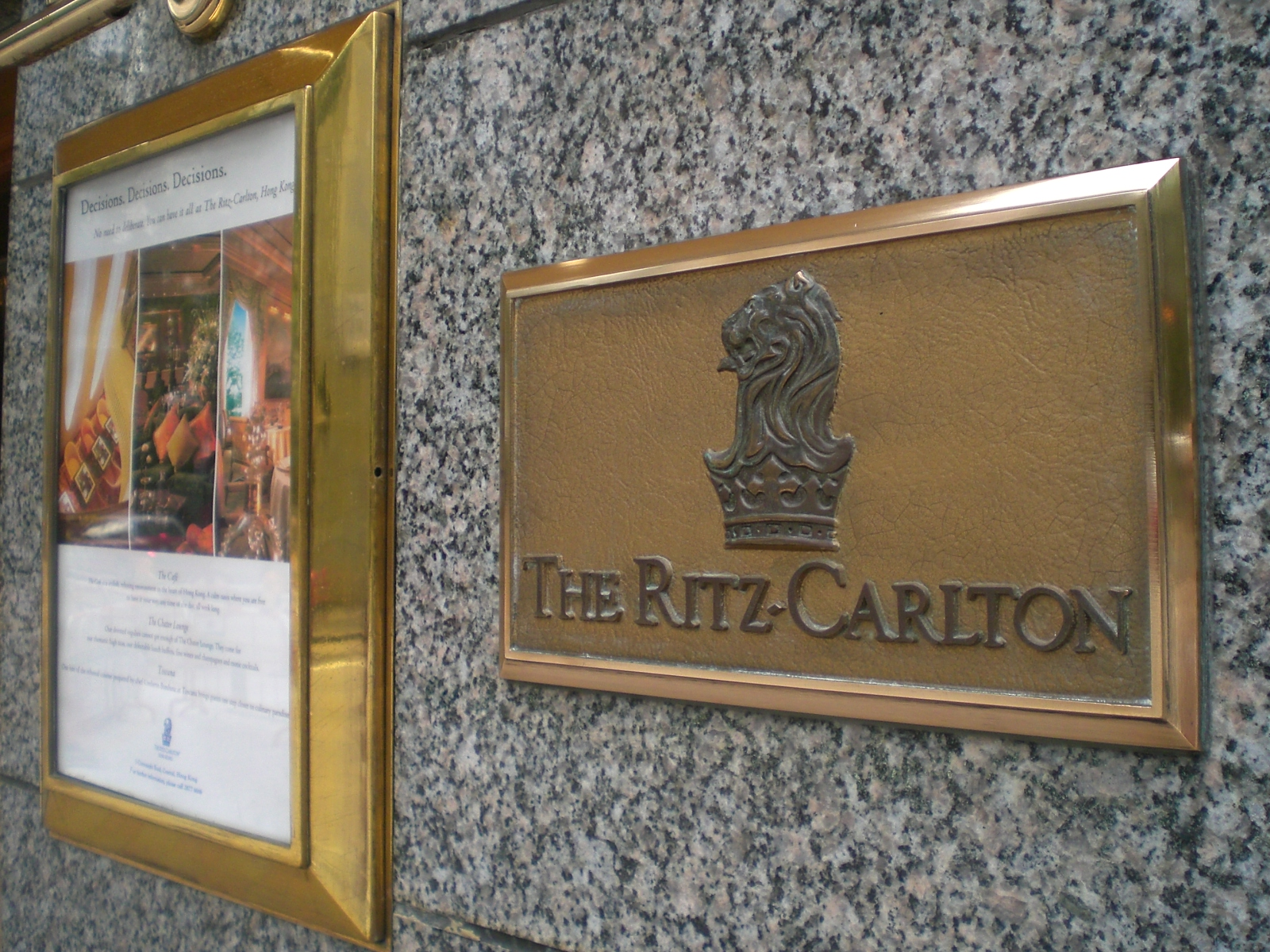
Logo The Ritz-Carlton

Logo sieci hotelowej przedstawia lwa oraz koronę. Jest to połączenie brytyjskiej pieczęci królewskiej (korona) oraz logo sponsora finansowego (lew). Logo stworzył César Ritz.

## Hotele
Do sieci należy 115 hoteli na całym świecie, w tym dwanaście hoteli w Europie. W Polsce hotele The Ritz-Carlton nie występują (10 lutego 2023).

### Ameryka Północna
- Stany Zjednoczone

- Arizona

| • The Ritz-Carlton Dove Mountain | • The Ritz-Carlton Paradise Valley |

- Kalifornia

| • The Ritz-Carlton Bacara, Santa Barbara | • The Ritz-Carlton Laguna Miguel | • The Ritz-Carlton Los Angeles    | • The Ritz-Carlton Rancho Mirage |
| • The Ritz-Carlton Half Moon Bay         | • The Ritz-Carlton Lake Tahoe    | • The Ritz-Carlton Marina Del Rey | • The Ritz-Carlton San Francisco |

- Kolorado

| • The Ritz-Carlton Bachelor Gulch | • The Ritz-Carlton Club Vail | • The Ritz-Carlton Denver |

- Floryda

| • The Ritz-Carlton Amelia Island        | • The Ritz-Carlton Golf Resort, Naples | • The Ritz-Carlton Orlando, Grande Lake |
| • The Ritz-Carlton Bal Harbour, Miami   | • The Ritz-Carlton Key Biscayne, Miami | • The Ritz-Carlton Sarasota             |
| • The Ritz-Carlton Coconut Grove, Miami | • The Ritz-Carlton Naples              | • The Ritz-Carlton South Beach          |
| • The Ritz-Carlton Fort Lauderdale      |                                        |                                         |

- Georgia

| • The Ritz-Carlton Atlanta | • The Ritz-Carlton Reynolds, Lake Oconee |

- Hawaje

| • The Ritz-Carlton Kapalua | • The Ritz-Carlton Residences Waikiki Beach |

- Illinois

- The Ritz-Carlton Chicago

- Karolina Północna

- The Ritz-Carlton Charlotte

- Luizjana

- The Ritz-Carlton New Orleans

- Massachusetts

- The Ritz-Carlton Boston

- Missouri

- The Ritz-Carlton St. Louis

- Nowy Jork

| • The Ritz-Carlton New York Central Park | • The Ritz-Carlton New York Westchester |

- Ohio

- The Ritz-Carlton Cleveland

- Ontario

- The Ritz-Carlton Toronto

- Oregon

- The Ritz-Carlton Portland

- Pensylwania

- The Ritz-Carlton Philadelphia

- Teksas

- The Ritz-Carlton Dallas

- Waszyngton

| • The Ritz-Carlton Georgetown, Washington, D.C. | • The Ritz-Carlton Pentagon City | • The Ritz-Carlton Tysons Corner | • The Ritz-Carlton Washington, D.C. |

### Azja & Oceania
- Australia

- The Ritz-Carlton Melbourne
- The Ritz-Carlton Perth

- Chiny

| • The Ritz-Carlton Beijing                  | • The Ritz-Carlton Haikou     | • The Ritz-Carlton Nanjing           | • The Ritz-Carlton Shenzhen |
| • The Ritz-Carlton Beijing, Finacial Street | • The Ritz-Carlton Hong Kong  | • The Ritz-Carlton Sanya, Yalong Bay | • The Ritz-Carlton Tianjin  |
| • The Ritz-Carlton Chengdu                  | • The Ritz-Carlton Jiuzhaigou | • The Ritz-Carlton Shanghai          | • The Ritz-Carlton Xi'an    |
| • The Ritz-Carlton Guangzhou                | • The Ritz-Carlton Macau      | • The Ritz-Carlton Shanghai, Pudong  |                             |

- Indie

| • The Ritz-Carlton Bangalore | • The Ritz-Carlton Pune |

- Indonezja

| • A Ritz-Carlton Reserve Mandapa | • The Ritz-Carlton Bali | • The Ritz-Carlton Jakarta, Mega Kuningan | • The Ritz-Carlton Jakarta, Pacific Place |

- Japonia

| • Higashiyama Niseko Village | • The Ritz-Carlton Kyoto | • The Ritz-Carlton Okinawa | • The Ritz-Carlton Tokyo |
| • The Ritz-Carlton Fukuoka   | • The Ritz-Carlton Nikko | • The Ritz-Carlton Osaka   |                          |

- Malediwy

- The Ritz-Carlton Maldives, Fari Islands

- Malezja

| • The Ritz-Carlton Kuala Lumpur | • The Ritz-Carlton Langkawi |

- Singapur

- The Ritz-Carlton Millenia Singapore

- Tajlandia

| • A Ritz-Carlton Reserve Phulay Bay | • The Ritz-Carlton Koh Samui |

### Bliski Wschód & Afryka
- Arabia Saudyjska

| • The Ritz-Carlton Jeddah | • The Ritz-Carlton Riyadh |

- Bahrajn

- The Ritz-Carlton Bahrain

- Egipt

- The Ritz-Carlton Cairo

- Izrael

- The Ritz-Carlton Herzliya

- Jordania

- The Ritz-Carlton Amman

- Katar

| • Sharq Village & Spa | • The Ritz-Carlton Doha |

- Maroko

| • The Ritz-Carlton Rabat, Dar Es Salam | • The Ritz-Carlton Tamuda Bay |

- Oman

- The Ritz-Carlton Al Bustan Palace

- Zjednoczone Emiraty Arabskie

| • The Ritz-Carlton Abu Dhabi, Grand Canal | • The Ritz-Carlton Dubai International Financial Centre | • The Ritz-Carlton Ras Al Khaimah, Al Wadi Desert |
| • The Ritz-Carlton Dubai                  | • The Ritz-Carlton Ras Al Khaimah, Al Hamra Beach       |                                                   |

### Europa
- Austria: Wiedeń, The Ritz-Carlton Vienna

- Azerbejdżan: Baku, The Ritz-Carlton Baku

- Hiszpania: Barcelona, Hotel Arts Barcelona; Teneryfa, The Ritz-Carlton Abama

- Kazachstan: Ałmaty, The Ritz-Carlton Almaty; Astana The Ritz-Carlton Astana

- Niemcy: Berlin, The Ritz-Carlton Berlin; Wolfsburg, The Ritz-Carlton Wolfsburg

- Portugalia: Sintra, Penha Longa Resort

- Szwajcaria: Genewa, The Ritz-Carlton Hotel De La Paix, Geneva

- Turcja: Stambuł, The Ritz-Carlton Istanbul

- Węgry: Budapeszt, The Ritz-Carlton Budapest

### Meksyk, Karaiby & Ameryka Środkowa
- Aruba

- The Ritz-Carlton Aruba

- Chile

- The Ritz-Carlton Santiago

- Kajmany

- The Ritz-Carlton Grand Cayman

- Meksyk

| • A Ritz-Carlton Reserve Zadún | • The Ritz-Carlton Mexico City |

- Portoryko

```
:• A Ritz-Carlton Dorado Beach
```

- Turks i Caicos

```
:* The Ritz-Carlton Turks & Caicos
```

- Wyspy Dziewicze

- The Ritz-Carlton St. Thomas